# Manuel María de Peralta y Alfaro
Manuel María de Peralta y Alfaro   (Cartago, 4 de juliol de 1847 - París, 1 d'agost de 1930) va ser un polític de Costa Rica.

## Biografia
Nasqué al si d'una família benestant de notables del país. Era el fill de Bernardino de Peralta y Alvarado i d'Ana de Jesús Alfaro Lobo i el seu avi patern era José María de Peralta y La Vega, antic president de la Junta Governativa de Costa Rica el 1822 i signant de l'Acta de la Independència de Costa Rica.
L'any 1883 va sol·licitar i obtenir el traspàs a favor del marquès de Peralta, títol del Sacre Germànic concedit el 1738 per l'emperador Carles VI al besavi del seu oncle Juan Tomás de Peralta i Franco de Medina. Va ser el segon i últim titular del títol.